# Šljunak
Šljunak je prirodni granularni materijal sačinjen od razdijeljenih čestica stijena i minerala određene veličine. U geologiji, šljunak je bilo koja rastresita stijena sa zaobljenim zrnima koja su veća od 2 i manja od 75 milimetara.
Šljunak je najkorišteniji materijal u građevinarstvu. U ovisnosti od primjene, javljaju se potrebe za upotrebom šljunka čija zrna pripadaju određenom opsegu veličina. Takav šljunak se dobiva prosijavanjem, odnosno separacijom. Na taj način šljunak se procesom separiranja razvrstava u grupe koje se nazivaju separacije. 
Najčešće se dobiva iskopom materijala iz riječnog korita. Nakon pranja takav šljunak se neformalno naziva "prirodni šljunak", 
Separacijom 1 m³ prirodnog šljunka dobiva se zapremina proizvoda koja je veća od 1 m³. Prosječna specifična gustoća prirodnog šljunka je ρ = 1800 kg/m³.
Koristi za izgradnju cesta. Naročito za slabo prometne ceste u ruralnim krajevima te za šumske ceste. Šljunčanih cesta i putova ima mnogo više nego asfaltiranih. Samo u Rusiji postoji 400 000 kilometara šljunčanih cesta.
SAD je najveći proizvođač i potrošač šljunka.

## Vanjske poveznice
- Pijesak i šljunak Hrvatska tehnička enciklopedija, portal hrvatske tehničke baštine. LZMK